# Wierthe

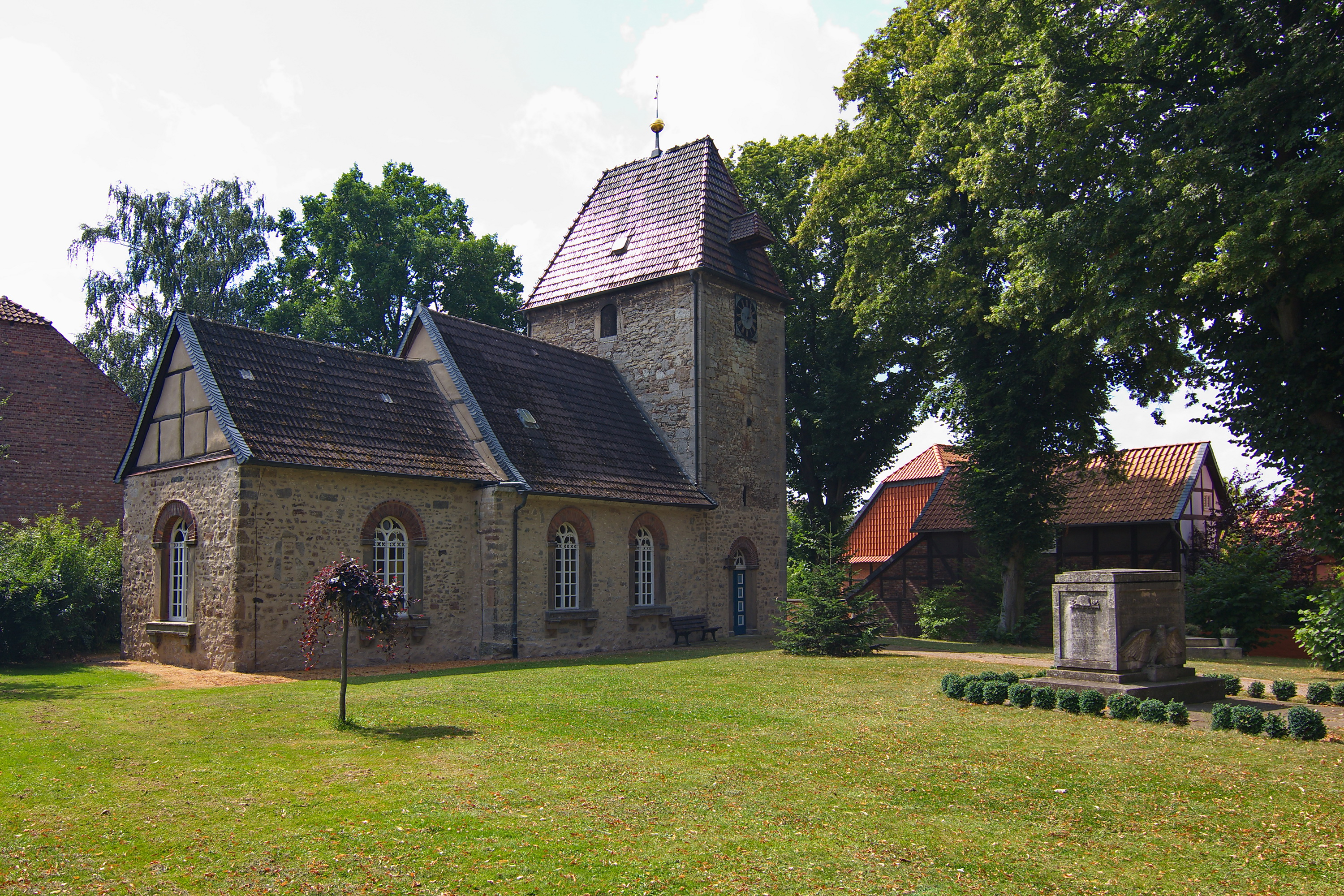
St. Urban-Kirche

Wierthe ist ein Ortsteil der Gemeinde Vechelde im Landkreis Peine in Niedersachsen.

## Geographie
Wierthe liegt auf einer flachen Bodenwelle zwischen dem Flüsschen Aue und dem Dummbruchgraben. Der Ort war bis in die zweite Hälfte des 20. Jahrhunderts ein landwirtschaftlich geprägtes Dorf und hat seinen dörflichen Charakter bewahrt.

### Nachbarorte

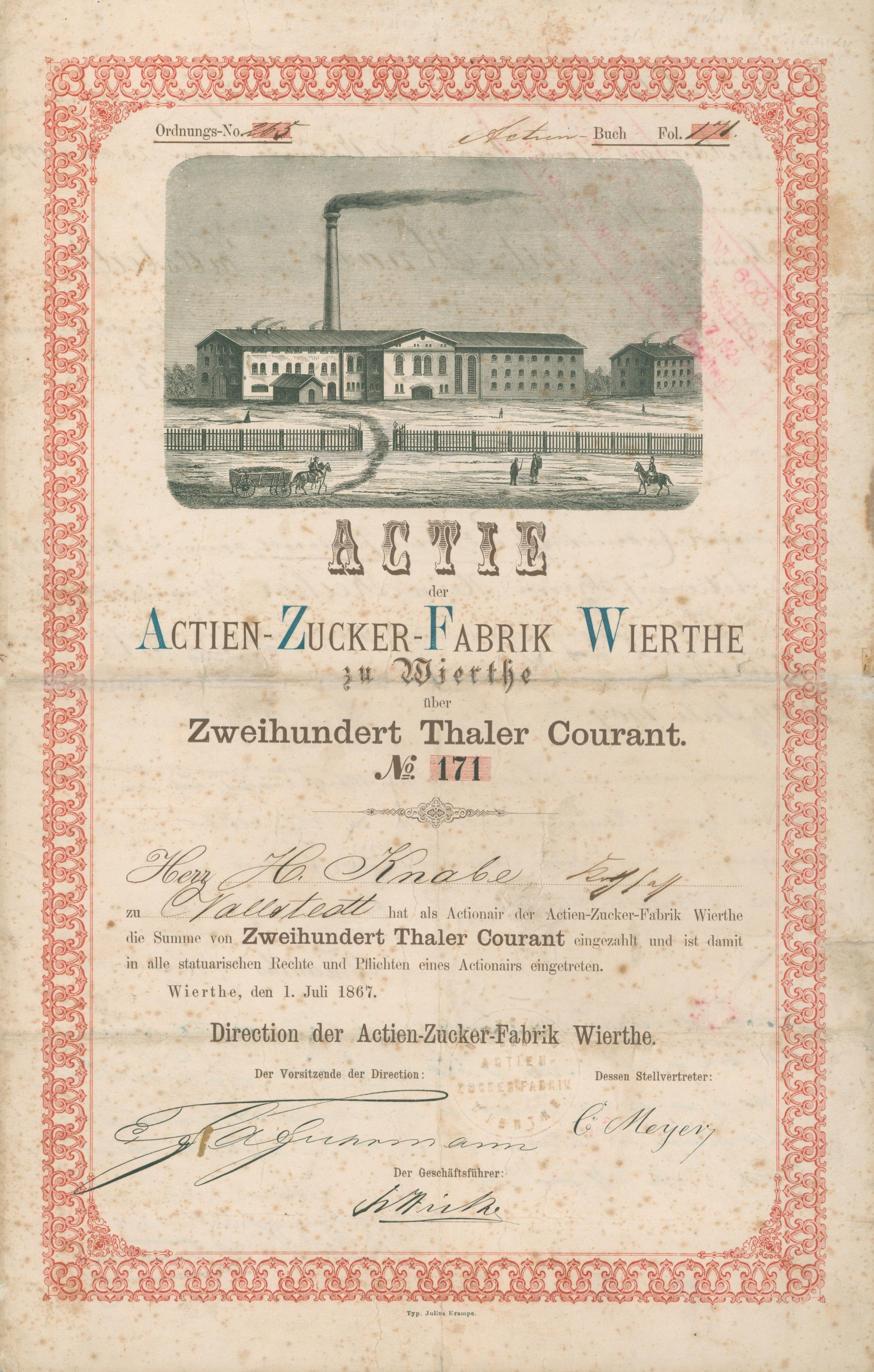
Gründeraktie der Actien-Zucker-Fabrik Wierthe über 200 Thaler, ausgegeben am 1. Juli 1867

| Vechelde  |                                             | Denstorf             |
| Köchingen | Kompassrose, die auf Nachbargemeinden zeigt | Sonnenberg           |
| Vallstedt | Alvesse                                     | Üfingen (Salzgitter) |

## Geschichte
Wierthe wurde im Jahre 1179 als „Wiriti“ in einer Urkunde des Aegidienklosters Braunschweig urkundlich erwähnt, später auch als „Wirete“ (1318).
Im Jahr 1802 hatte Wierthe 151 Einwohner in 20 Feuerstellen. Mit dem Fürstentum Braunschweig-Wolfenbüttel wurde Wierthe 1807 in das von Napoleon geschaffene Königreich Westphalen eingegliedert. Nach dessen Auflösung im Jahr 1813, gehörte der Ort bis 1918 zum Herzogtum Braunschweig.
Wierthes Zuordnung zum Landkreis Braunschweig und sein Status als selbstständige Gemeinde endeten am 1. März 1974 im Zuge der Gebietsreform Niedersachsens.
Von 1866 bis 2005 war die Ortschaft Standort einer Zuckerfabrik, zunächst als Actien-Zucker-Fabrik Wierthe. Im Dezember 2005 wurde die Produktionsanlage, zuletzt im Besitz der Nordzucker AG, stillgelegt. Während des Umbaus des Rathausgebäudes in Vechelde im Jahr 2008, nutzte die Gemeindeverwaltung die Bürogebäude der Zuckerfabrik. Knapp ein Jahr war Wierthe Amtssitz des Bürgermeisters und der Gemeindeverwaltung Vecheldes.
Viele Bewohner des Dorfes gehen ihrem Erwerb heute hauptsächlich im Oberzentrum Braunschweig oder dem nahegelegenen Industriegebiet im Raum Salzgitter nach.

## Politik

### Ortsvorsteher
Ortsvorsteher ist Joachim Kleinert (SPD).

### Wappen
| Wappen von Wierthe | Blasonierung: „Schräg geteilt durch einen goldenen Wellenbalken, vorn in Rot drei silberne Zuckerrüben, hinten in Blau ein silberner Krummstab.“ |
| Wappen von Wierthe | Wappenbegründung: Dieser Stab erinnert an die Besitzungen des Braunschweiger Ägidienklosters, während die drei Zuckerrüben auf die bis 2005 betriebene Zuckerfabrik hinweisen. Die Farbkombinationen Rot-Gold und Blau-Gold weisen auf die ehemalige Zugehörigkeit zum Fürstentum, Land und Landkreis Braunschweig hin. Das Wappen wurde am 10. Mai 1983 vom Vechelder Gemeinderat bewilligt, der Entwurf stammt vom Ortsheimatpfleger Rudolf Jerolewitz. |

## Kultur und Sehenswürdigkeiten
- Die Dorfkirche St. Urban wurde vermutlich im 13. Jahrhundert erbaut. Anfang des 16. Jahrhunderts ging das Patronatsrecht der Kirche auf das Braunschweiger Kreuzkloster über.[8]
- Das Dorfbild wird von mitteldeutschen Dreiseit- und Hakenhöfen bestimmt, daneben zweigeschossige Arbeiterhäuser. Mit dem Gebäudekomplex der ehemaligen Zuckerfabrik am östlichen Dorfrand bildet Wierthe eine weithin sichtbare Silhouette in der sonst flachen Landschaft.
- Im Nordwesten des Dorfes befinden sich die Klärteiche der ehemaligen Zuckerfabrik. Diese mit Schließung der Zuckerfabrik im Jahr 2005 nutzlos gewordenen Absetzteiche haben sich seit ihrer Stilllegung zu einem Biotop gewandelt. Nach der Schätzung von Ornithologen sind ungefähr 200 Vogelarten an den Klärteichen zu beobachten. Die Klärteiche befinden sich im Besitz der Stiftung Kulturlandpflege, die die Wasserversorgung der für Brut- und Rastvögel wichtigen Teichflächen über einen Brunnen sicherstellen will.[9]
- Seit 1962 ist das Wierther Holz Landschaftsschutzgebiet, gemeinsam mit dem angrenzenden Sonnenberger Holz.

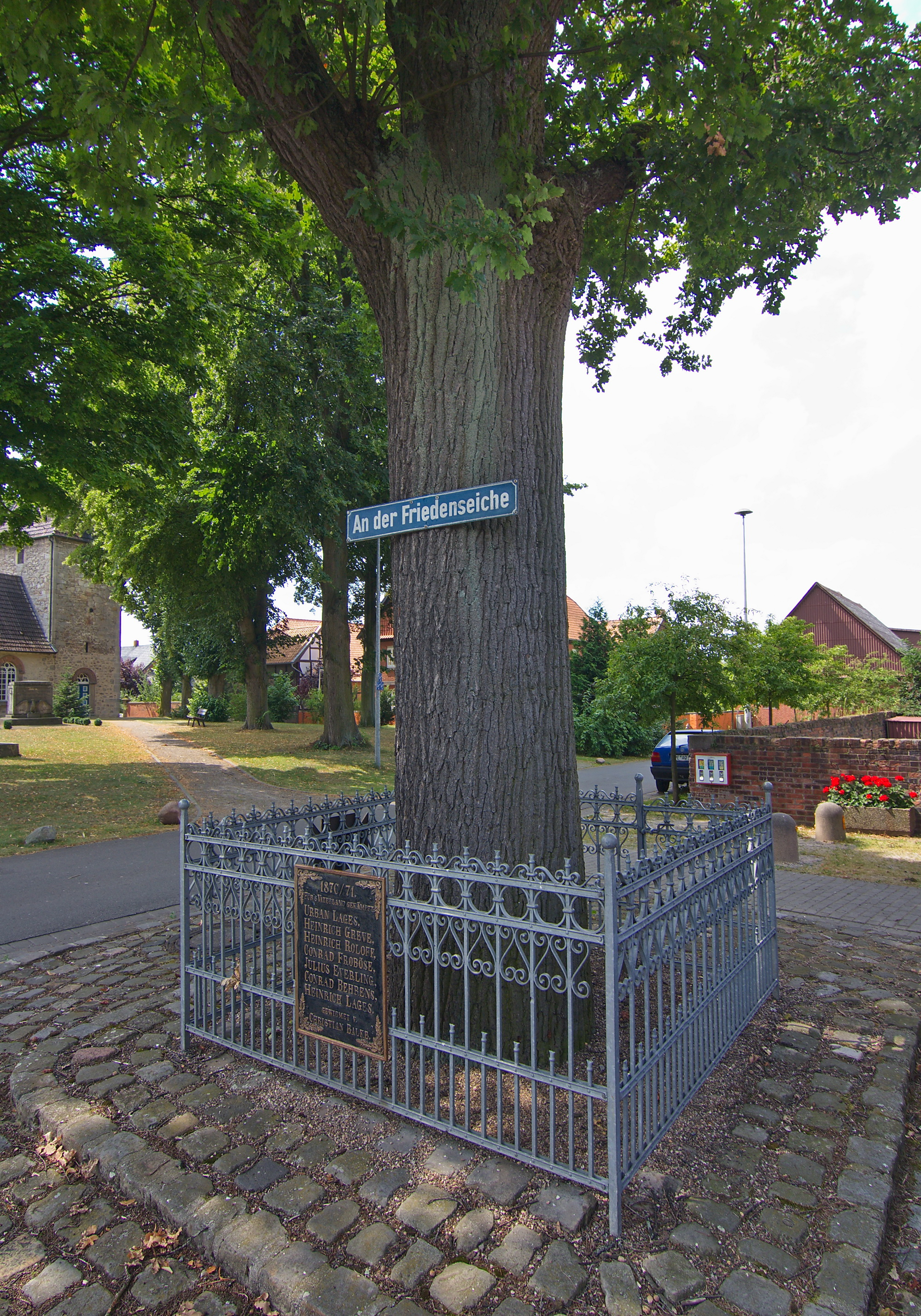
Friedenseiche von 1870/71
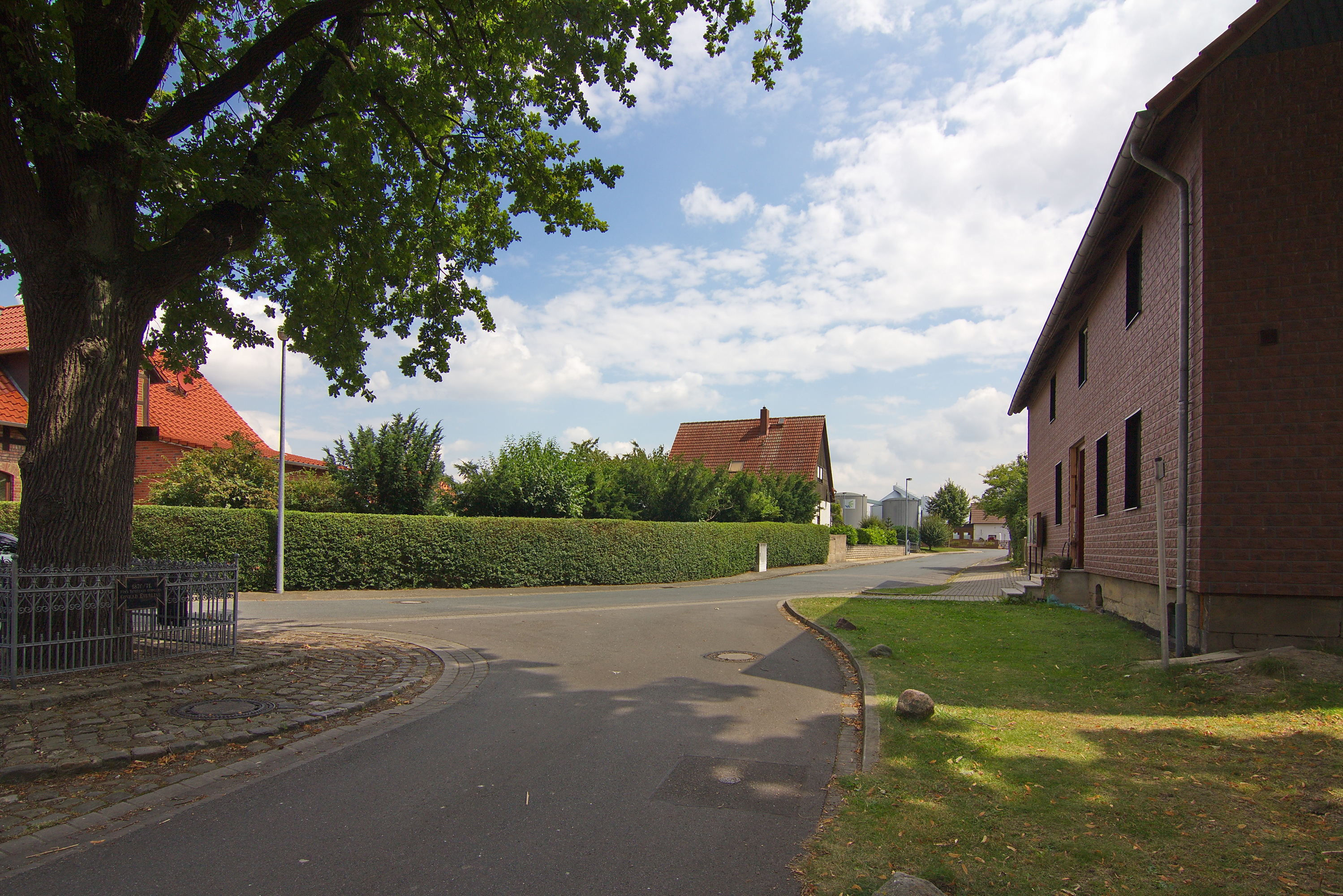
Ortsblick
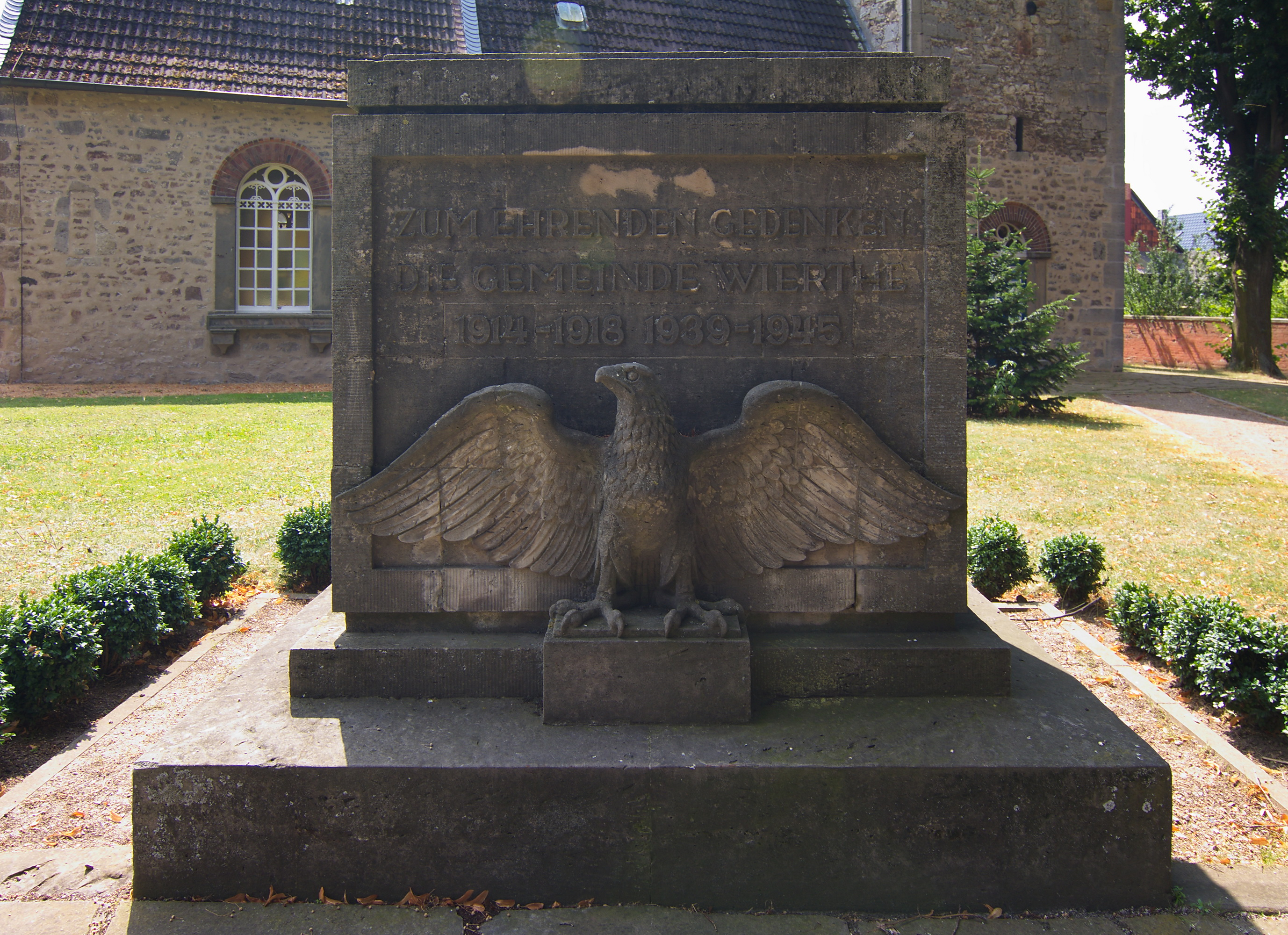
Kriegerdenkmal

## Persönlichkeiten
- Hermann Künne (1897–1918), Torpedobootsmatrose
- Gerhard Marquordt (1881–1950), Jurist, Verwaltungsbeamter und Politiker
- Hans Buttler (1894–1970), evangelisch-lutherischer Theologe, Pastor in Alvesse und Wierthe,  Gegner des Nationalsozialismus.